# Xã Orangeville, Quận Orange, Indiana
Xã Orangeville (tiếng Anh: Orangeville Township) là một xã thuộc quận Orange, tiểu bang Indiana, Hoa Kỳ. Năm 2010, dân số của xã này là 658 người.